# NMS Delfinul
NMS Delfinul este numele primului din cele două submersibile cu acest nume ale Marinei militare române. Cel actual, numit tot Delfinul în memoria primului, a fost construit în URSS.
NMS Delfinul (Nava Majestății Sale  Delfinul) a fost construit între anii 1926 – 1936 la Fiume, pe atunci bază navală italiană, azi Rijeka în Croația. Marina militară Română mai avea înainte de al Doilea Război Mondial alte două submarine: Rechinul și Marsuinul.
Erau motonave submarine clasice pentru epocă, dotate la prova cu tuburi lansatoare de torpile și de un tăietor de plase sau lanțuri, de șnorkel pentru motoarele diesel „Krupp” (Delfinul), respectiv „MAN” (Rechinul și Marsuinul), de electromotoare pe baterii pentru cursele în imersiune, de un periscop și de artilerie de suprafață pe punte, în fața chioșcului și la pupa.

## Istoric

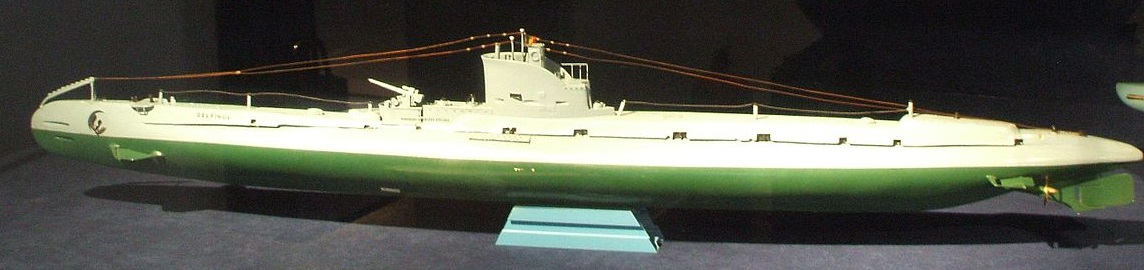
Macheta submarinului expusă la Muzeul Marinei Române.

NMS Delfinul (NMS = Nava Majestății Sale), primul dintre cele trei submersibile ale Marinei militare române, a fost lansat la 22 iulie 1930 în prezența inginerilor navali români și italieni, precum și a unei delegații a Ministerului român de Război, și ministru plenipotențiar al României în Italia, Dimitrie I. Ghica. Însă submarinul nu era gata să fie predat. În urma unor litigii între Statul român și șantierul „Quarnero” din Italia, submarinul a fost în fine predat la 9 mai 1936. După ce și-a luat torpilele de la Neapole, submarinul a ajuns la Constanța în 27 iunie și a fost încadrat în Divizia de Mare cu ocazia Zilei Marinei, în 15 august. Deoarece de la punerea pe cală trecuse aproape un deceniu, submarinul era oarecum depășit moral, astfel că principala sa destinație a fost de navă școală, iar în timpul războiului de „navă în viață” (engleză ship in being), care obliga adversarul să ia măsuri împotriva pericolului generat de prezența sa.
În primul deceniu al existenței sale, NMS Delfinul a efectuat numeroase curse în Marea Neagră, Marea Mediterană și Oceanul Atlantic, cu misiuni de exercițiu, de antrenament și de instructaj, foarte căutate de ofițerii Marinei militare române, dintre care unii urmaseră în acest scop cursuri de specializare în submersibilele franceze și italiene. A efectuat de asemenea misiuni hidrografice și științifice pentru Institutul Oceanografic din Constanța întemeiat de Grigore Antipa.

## În cel de-Al Doilea Război Mondial

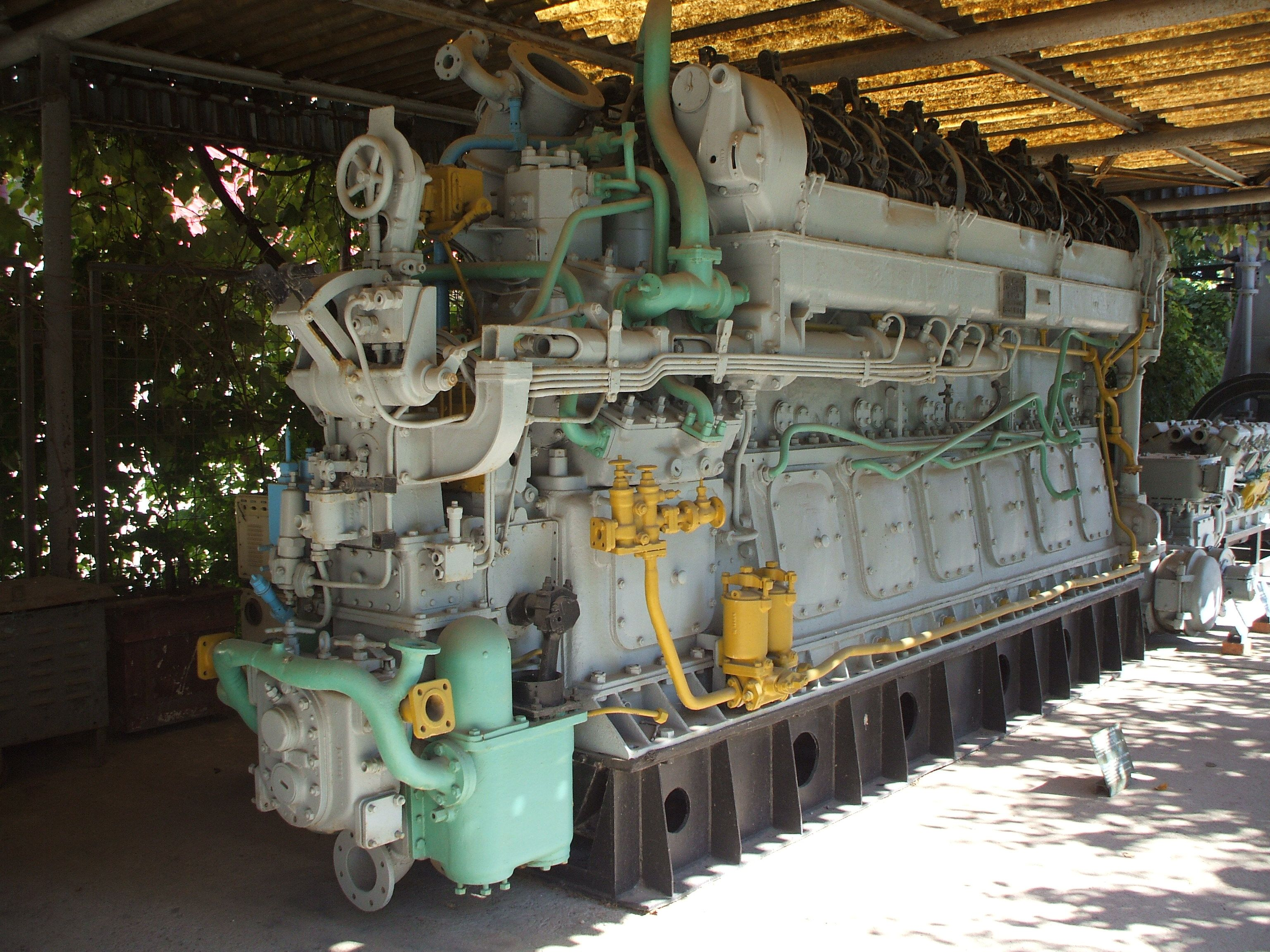
Motorul naval Diesel-Krupp al submarinului Delfinul.

Prima ieșire în mare a submarinului după decretarea mobilizării a fost chiar în ziua de 22 iunie, la ora 17:00, cu următorul echipaj: Cpt. Constantin Costăchescu, Cpt.mec. Panait Papaianopol, Lt. Șerban Argeșanu, Lt. Alexandru Marinescu, Asp.mec. Panait Popescu, Slt. Eustațiu Dimos, Mstr.III Marin R. Nae, Mstr.III Ioan Ștefănică, Mstr.III Gheorghe Melinte, Smstr.I Ioan Costache, Smstr.I Oprea Mărăcine, Smstr.I Gheorghe Spânu, Smstr.I Nicolae Bugescu, Smstr.I Amedeo Râpeanu, Smstr.I Mihai Manea, Smstr.I Petre Cristea, Smstr.II Pantelimon Loghin, Smstr.II Vasile Voiculescu, Smstr.II Gheorghe Diacu, Smstr.II Minel Ciobanu, Smstr.II Simion Munteanu, Smstr.II Mihai Doagă, Smstr.II Tudor Popescu, Smstr.II Gheorghe Stoi, Smstr.II Constantin Teodoroiu, Smstr.II Costache Ghiță, El.sgt. Mihail Gh. Mihai, El.sgt. Petre Tincu, El.sgt. Constantin Trandafirescu, El.sgt. Vasile Gheorghiu, El.sgt. Vasile Borceanu, Sgt. Nicolae Diaconescu, Sgt. Gheorghe Taringrădeanu, Cap. Gheorghe D. Dan, Cap. Pavel Roman, Cap. Vasile Livintz, Cap. Isidor Pop, Cap. Tudor M. Tudor, Marinar Neagu Dumitru, 39 de oameni. Al 40-lea era medicul, Ion Neculai Agiu.
În timpul celui de-al Doilea Război Mondial, între 22 iunie 1941 și 3 iulie 1942, a efectuat nouă misiuni în Marea Neagră împotriva Uniunii Sovietice, alternativ sub comanda căpitanilor Constantin Costăchescu și Corneliu Lungu, acesta din urmă fiind în 1942 avansat lt. comandor.

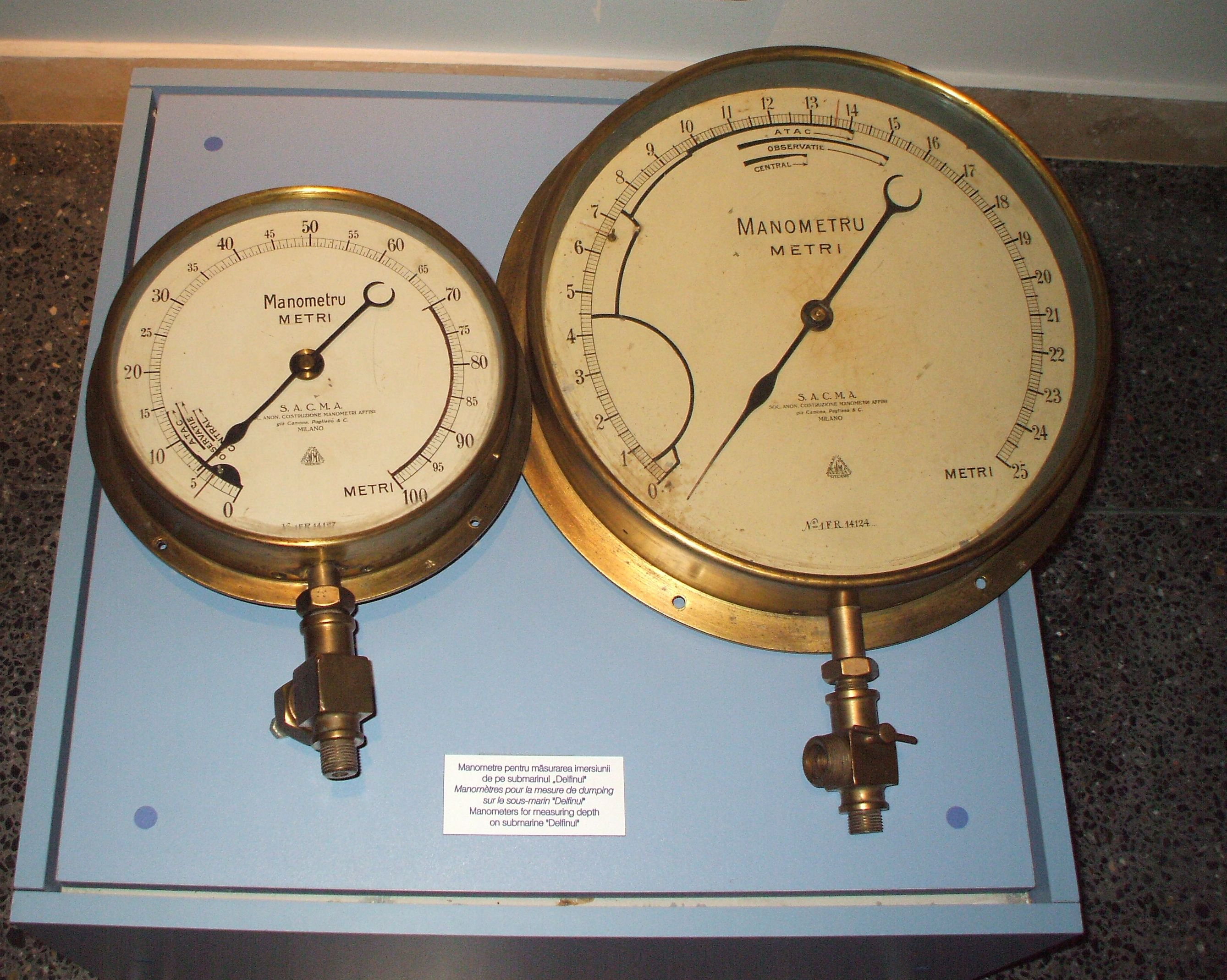
Manometre pentru măsurarea imersiunii de pe submarinul Delfinul.

În decursul acestor misiuni, a permis scufundarea distrugătorului Moscova și scoaterea momentană din luptă a crucișătoarelor Harkov și Voroșilov venite să atace Constanța, a torpilat în largul Crimeei o navă de transport militar (posibil cargoul Ural), și a suferit nenumărate atacuri din partea flotei și aviației sovietice, de care a reușit să scape fără pierderi umane, deși a fost ținta a sute de bombe și grenade submarine.
Pentru aceste acțiuni, căpitanul Constantin Costăchescu a fost decorat mai târziu cu Ordinul Mihai Viteazul clasa a III-a.
Submersibilul, însă, suferise avarii serioase și a stat în reparații între iulie 1942 și 23 august 1944, când România a intrat în război de partea Aliaților. Ca majoritatea navelor românești, a fost confiscat de noii aliați sovietici, care însă nu au reușit să-l repare și l-au folosit ca rezervă de piese, după care l-au retrocedat României în 1957, în stare practic de epavă. Marina română reușește totuși să-l repare, însă ca navă civilă, folosită de I.R.C.M. (Institutul Român de Cercetări Marine Constanța) până la scoaterea definitivă din uz în anii 1970 și înlocuirea sa cu batiscaful SC-200 construit la Constanța în 1980-1981. Din primul NMS Delfinul se mai păstrează doar motorul diesel Krupp la Muzeul Marinei din Constanța și manometrul de adâncime la Muzeul Militar Național „Regele Ferdinand I”.

## Caracteristici
Specificații tehnice:

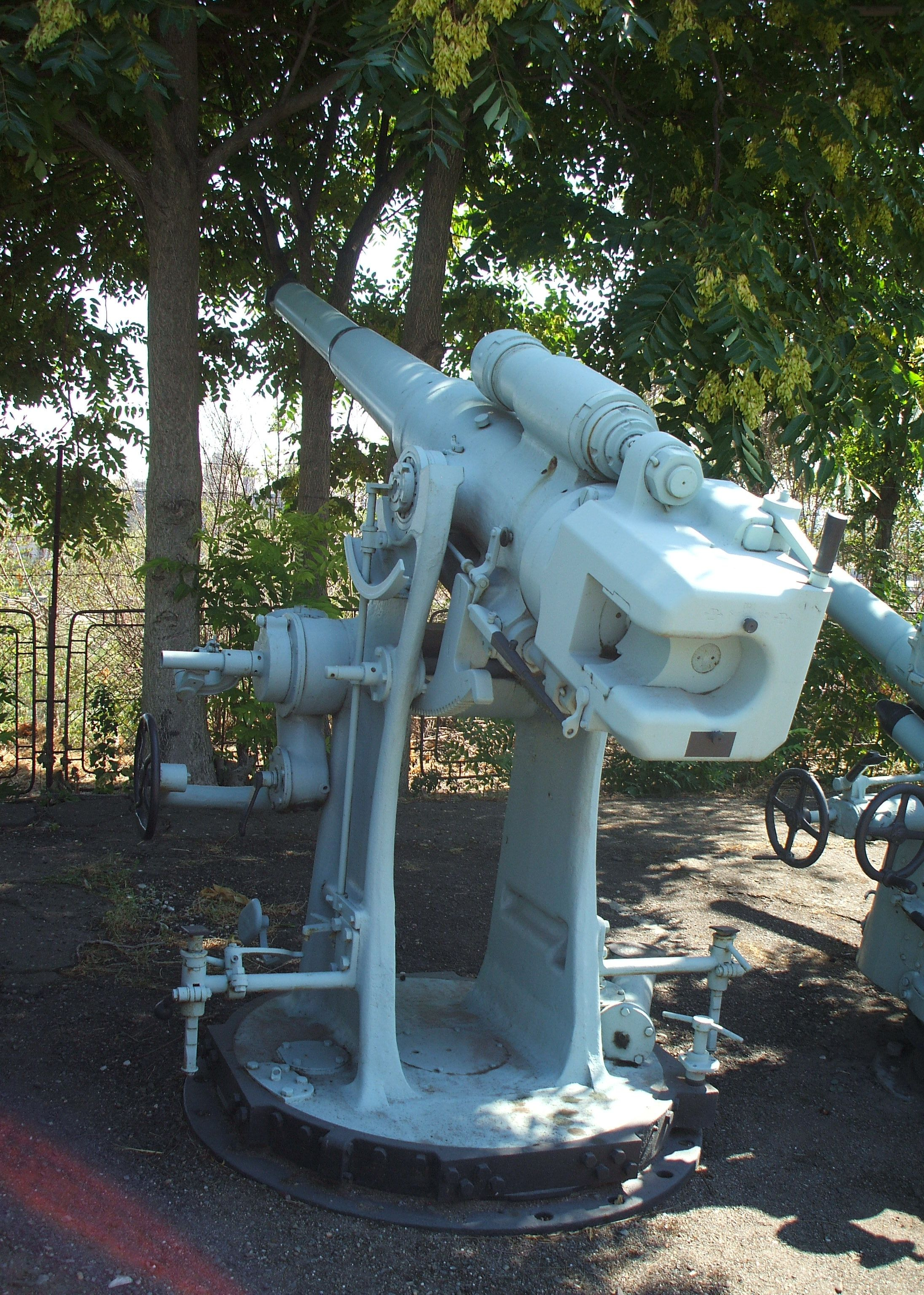
Tunul naval Bofors de calibrul 101,6 mm al submarinului.

- Deplasament la suprafață: 650 tdw;[1]
- Deplasament în imersiune: 900 tdw;[1]
- Tonaj brut ;
- Tonaj net ;
- Lungime: 68 m;
- Lățime la cuplu maestru: 5,9 m;
- Balast în tancurile de asietă:
- 2 motoare diesel Krupp de 800 CP fiecare;[1]
- Viteza maximă cu motoarele diesel: 26 km/h (14 noduri);[1]
- Viteza maximă cu motorul electric de imersiune: 17 km/h (9 noduri);[1]
- Autonomia: 2000 MM;
- 6 torpile Whitehead, de 533 mm (21 țoli),[1] cu o bătaie de 4000 m la 49 noduri sau 8000 m la 38 noduri;
- 1 tun naval și AA Bofors de 102 mm;[1]
- Echipaj: 40, din care 6 ofițeri, 26 de maiștri și subofițeri și 8 oameni din contingent.[1]

## Comandanți
| Comandant                     | Perioada            |
| ----------------------------- | ------------------- |
| Cpt. Victor („Niță”) Voinescu | oct 1935 – 1937     |
| Cpt. Corneliu Lungu           | nov 1937 – oct 1939 |
| Cpt. Corneliu Lungu           | iun 1941 – oct 1941 |
| Cpt. Constantin Costăchescu   | oct 1941 – nov 1942 |
| Cpt. Alexandru Marinescu      | 1944                |
| Lt. maj. Mihai Doagă          | iun 1951 – dec 1952 |
| Cpt. lt. Ilie Ștefan          | dec 1952 – ian 1955 |
| Cpt. lt. Aurelian Ionescu     | ian 1955 – sep 1956 |

## Legături interne
- NMS Dacia
- SMR Durostor
- NMS Elisabeta
- SMR Regele Carol I
- NMS Regina Maria
- NMS Regele Ferdinand
- NMS Marsuinul
- NMS Rechinul
- NMS Mărășești
- Bricul Mircea